# 海军蓝警察

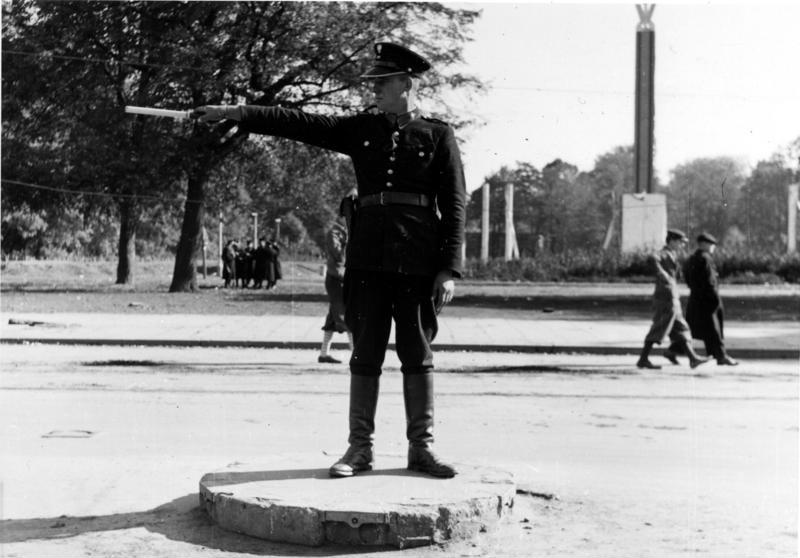
海军蓝警察

海军蓝警察（波蘭語：Granatowa policja）又稱总督府波兰警察（Polnische Polizei im Generalgouvernement/ Policja Polska Generalnego Gubernatorstwa），是第二次世界大战期间在德占波兰的波蘭總督府区域执法的警力。
1939年10月30日，德国将波兰战前的波蘭警察们强征起来，并组织起受德方人员指挥的波兰地方警力，海军蓝警察正式诞生。海军蓝警察是一支辅警力量，负责在波蘭總督府保护公共安全，维持公共秩序。起初，海军蓝警察只负责侦缉一般犯罪行为，但后来也负责查抄走私活动；走私是德占波兰地下经济的重要组成部分。
1944年8月15日，波兰民族解放委员会宣布海军蓝警察解散。一些前海军蓝警察成员在接受审核后获准加入新的国家警察机构。其他前成员则在1949年后遭波蘭當局当局起诉。